# Rzeźba św. Jerzego (Plévin)
Rzeźba św. Jerzego (statue saint Georges) – rzeźba stworzona w XVII wieku przez nieznanego autora. Od 1976 roku posiada status zabytku, w kategorii Patrimoine mobilier (PM22000841).

## Lokalizacja
Rzeźba św. Jerzego znajduje się w północnej części transeptu kościoła Notre-Dame w Plévin, w departamencie Côtes-d’Armor, w regionie Bretania.

## Opis
Rzeźba jest wykonana z polichromowanego drewna. Św. Grzegorz jest przedstawiony jako rycerz z kopią, konno.
Figura ma 150 cm wysokości.